# Ludwig Snell (Politiker)

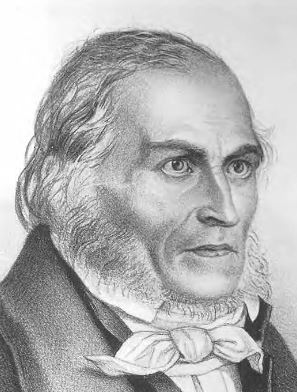
Ludwig Snell

Johann Philipp Ludwig Snell (* 6. April 1785 in Idstein im Fürstentum Nassau-Usingen; † 5. Juli 1854 in Küsnacht ZH) war ein radikal-liberaler Politiker, Staatsrechtler, Publizist und Pädagoge des 19. Jahrhunderts in der Schweiz.

## Biografie
Ludwig Snell stammte aus einer hessischen Akademikerfamilie, war der Sohn eines Gymnasialrektors und studierte 1803 bis 1806 mit seinem älteren Bruder Wilhelm Snell an der Universität Giessen Theologie. Anschliessend wirkte er erst als Hauslehrer und Pfarrvikar, dann als Lehrer am Gymnasium Idstein, das von seinem Vater Christian Wilhelm Snell († 1834) geleitet wurde. Bei der Verlegung des Gymnasiums nach Weilburg verlor er seine Stellung wegen seiner Mitgliedschaft in der von Ernst Moritz Arndt inspirierten Deutschen Gesellschaft und angeblicher Kontakte zu den Gießener Schwarzen. 1817 wurde Snell von der preussischen Regierung zum Rektor des Gymnasiums Wetzlar berufen.
Eine Berufung an die Universität Dorpat scheiterte 1818, weil die betreffende Post versehentlich an seinen Bruder Wilhelm Snell geschickt wurde und dieser die Stelle antrat. 1820 wurde Ludwig Snell im Rahmen der sog. «Demagogenhetze» ohne konkrete Anschuldigungen oder ein Verfahren mit vollem Gehalt suspendiert und schliesslich 1824 während einer Reise nach England wegen «unerlaubter Entfernung» entlassen. Das Vorgehen des preussischen Staates hing wahrscheinlich mit dem Attentat des mit der Familie Snell befreundeten Karl Löning auf Carl Friedrich Emil von Ibell zusammen. Diese Affäre kostete auch Wilhelm Snell seine Stelle in Dorpat und er musste nach Basel fliehen.
1827 zog Ludwig Snell zu seinem Bruder Wilhelm, der seit 1821 eine Professur in Basel innehielt. Er habilitierte und wirkte als Privatdozent an der Universität Basel und begann Schriften zu verschiedenen Themen zu veröffentlichen. Er verkehrte in radikal-liberalen Kreisen und seine grundlegenden Veröffentlichungen zu liberalen Kernthemen, besonders zur Pressefreiheit 1829, machten ihn schweizweit als liberalen Denker bekannt (→Geschichte der Schweiz in der Restaurationszeit). Er galt als der «gefährlichste Störenfried der Schweiz». Snell veröffentlichte nach dem Ausbruch der Julirevolution in Paris 1830 das «Memorial von Küsnacht», einen Entwurf für eine liberale Verfassung für den Kanton Zürich, und später die Forderungen des Memorials von Uster (→Ustertag), womit er zum Wegbereiter der liberalen Regeneration in Zürich wurde. 1831 erhielt er das Bürgerrecht von Küsnacht ZH und übernahm die Redaktion neu gegründeten liberalen Zeitung «Schweizerischer Republikaner» und machte sie zum wichtigsten Sprachrohr der liberalen Bewegung in der Schweiz. Als Publizist und Politiker in Zürich, wo er im Grossen Rat sass, war Snell in diesen Jahren einer der wichtigsten liberalen Politiker der Schweiz. Er und sein ebenfalls radikal-liberalen Bruder sowie ihre Anhänger wurden in Anspielung an ihren Reformwillen scherzhaft als die «Snellen» bezeichnet. In Zürich legte er mit Johann Caspar von Orelli und David Ulrich 1832 den Grundstein für das moderne Bildungswesen mit Volksschule, Kantonsschule und Universität und wirkte an dieser als Professor für Geschichte der Philosophie.
Nach der Durchsetzung der liberalen Verfassung in Zürich widmete sich Ludwig Snell der liberalen Sache auf nationaler Ebene und gehörte zu den vehementesten Fürsprechern für eine Bundesreform und wurde der wichtigste Theoretiker der liberalen Partei in der Schweiz. Ausserdem unterstützte er die Landschaft des Kantons Basels in ihrem Kampf gegen die Vorherrschaft der Stadt und setzte sich mit publizistischen Mitteln gegen den konservativen politischen Katholizismus (→Ultramontanismus) ein. Snell folgte 1834 einer Berufung an die Universität Bern als erster Professor für Staatswissenschaften und wurde auch dort politisch für die radikal-liberale Nationalpartei aktiv, musste allerdings 1836 zu Unrecht verdächtigt in Verbindung mit der Bewegung Junge Schweiz zu stehen, seine Professur niederlegen und wurde aus dem Kanton Bern verbannt. Snell zog zurück in die Ostschweiz und widmete sich wieder dem Staatsrecht und speziell dem Verhältnis von Kirche und Staat. Sein Handbuch des schweizerischen Staatsrechts in zwei Bänden aus dieser Zeit ist die bedeutendste Publikation über die kantonale und eidgenössische Staatsordnung vor 1848.
Im März 1839 übernahm Ludwig Snell erneut die Redaktion des Schweizerischen Republikaners, die er 1834 niedergelegt hatte, und wurde so anlässlich des konservativen Umsturzes im Züriputsch im September 1839 erneut zum Zentrum der oppositionellen liberalen Bewegung in Zürich. Nicht zuletzt seinen Bemühungen war die liberale Wende in den Wahlen des Jahres 1842 zu verdanken. Noch im gleichen Jahr gab Snell die Redaktion des Republikaners wieder ab und widmete sich erneut der nationalen Politik. Er nahm pointiert Stellung für die Klosteraufhebung im Aargau, gegen die Berufung der Jesuiten nach Luzern und setzte sich mit seinem Bruder Wilhelm Snell für die Bundesreform ein. 1842 erhielt er spät Genugtuung für seine ungerechtfertigte Entlassung aus dem preussischen Staatsdienst in Wetzlar, als nach der Thronbesteigung König Friedrich Wilhelm IV. die Behörden der Rheinprovinz entschieden, ihm eine Pension zuzusprechen. 1852 wurde diese allerdings genauso willkürlich wiederum gestrichen.
Snell starb am 5. Juli 1854 mittellos in Küsnacht, wo schon im gleichen Jahr am See ein Denkmal zu seinen Ehren eingeweiht wurde. Auch ein Weg wurde dort nach ihm benannt.

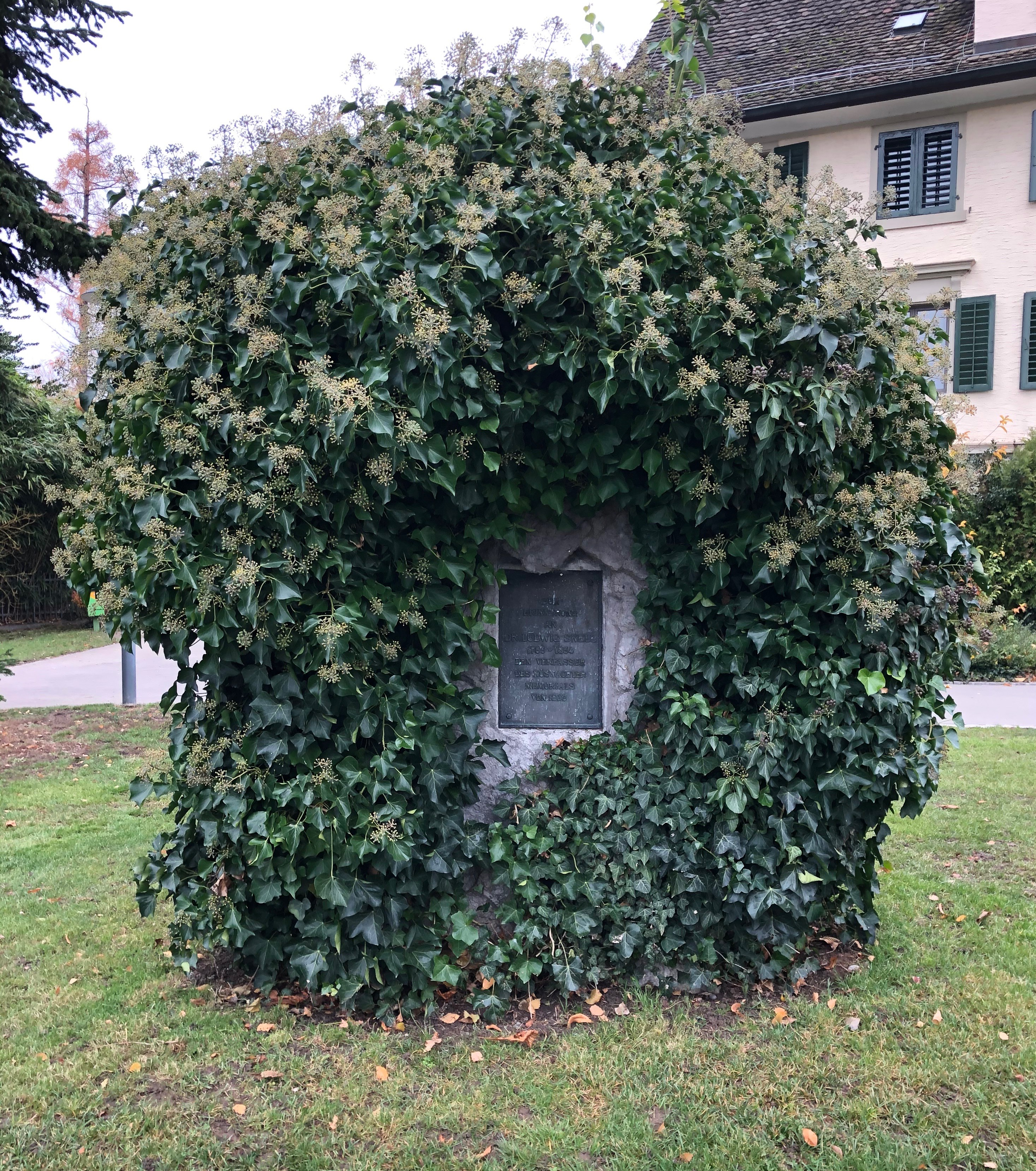
Gedenkstein am Horn in Küsnacht
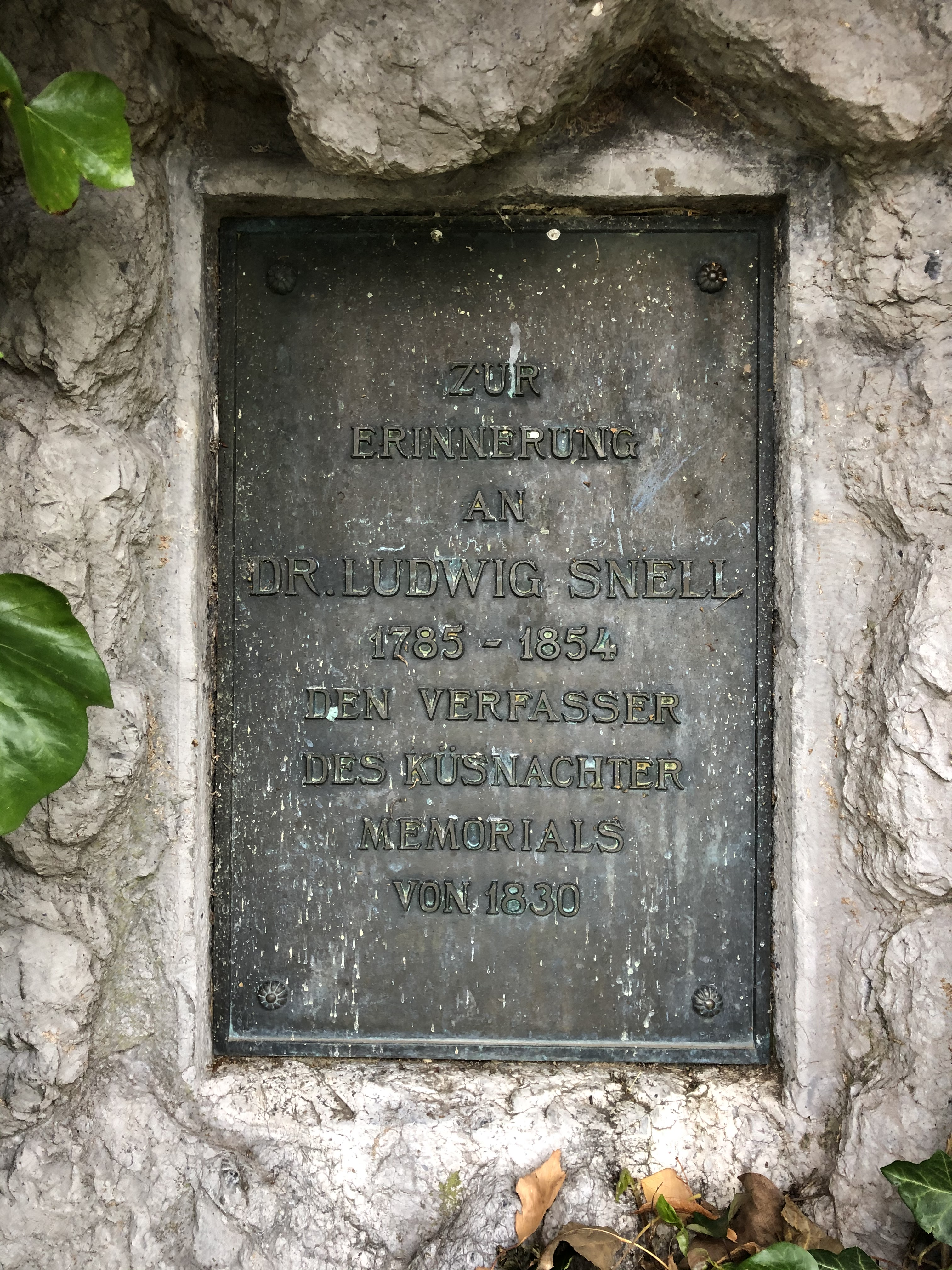
Tafel
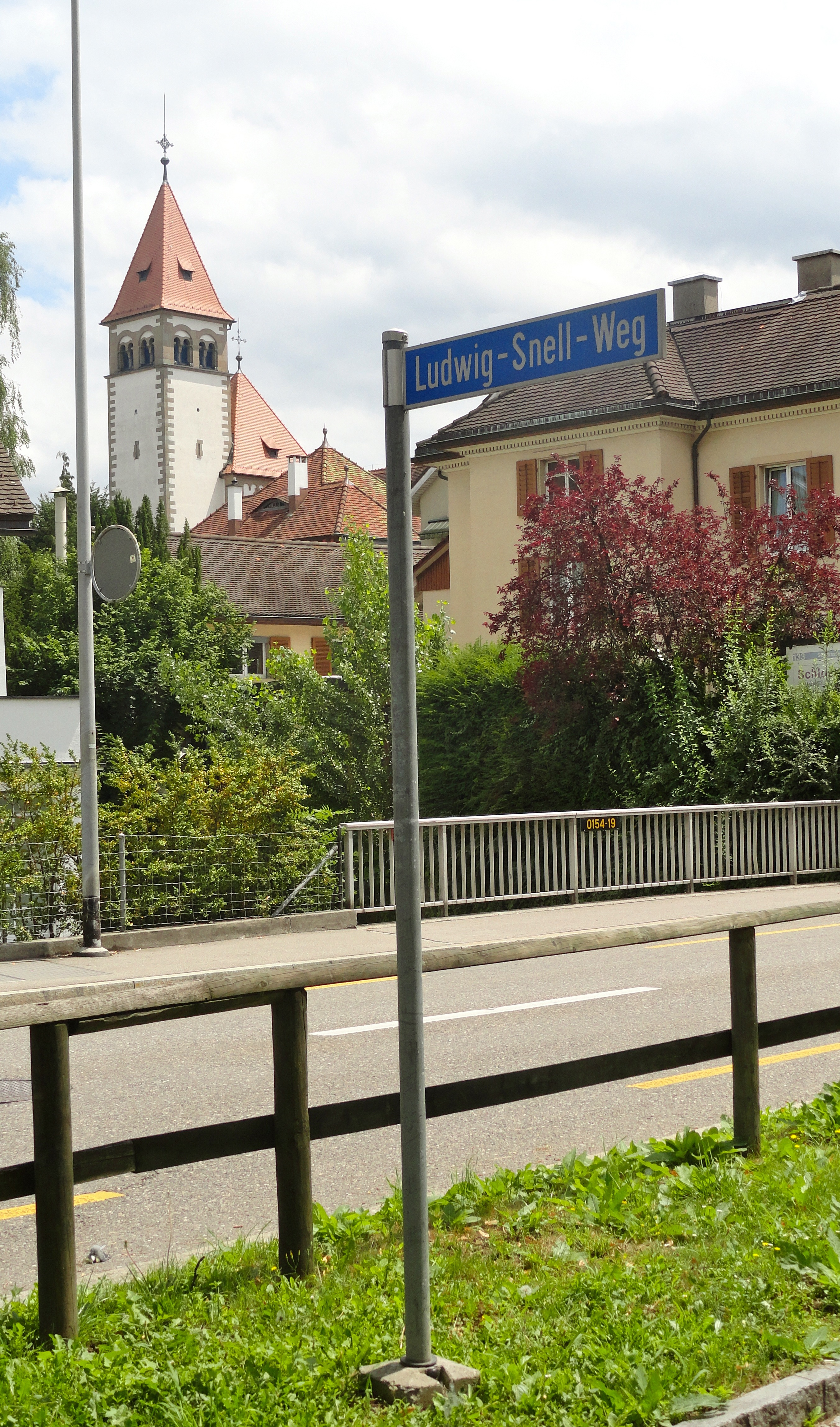
Ludwig-Snell-Weg am Küsnachter Horn

## Schriften
- Abriß der Geschichte der Alten Philosophie (1819)
- Kurzer Abriß der Verfassung des Gymnasiums in Wetzlar (1819)
- Über die Volksbildung in England (1828)
- Über den Rigi (Morgenblatt 1829)
- Über das Reußthal und die Gotthardstraße (Morgenblatt 1829)
- Über die Verhältnisse der katholischen Kirche zu den schweizerischen Regierungen (Darmstädter Allgemeinen Kirchenzeitung 1828)
- Beherzigungen bei der Einführung der Preßfreiheit in der Schweiz und über gesetzliche Bestimmungen über die Presse (Zürich 1829)
- Memorial von Küsnach[t] / Ansichten und Vorschläge in Betreff der Verfassung und ihrer Veränderung (1830)
- Beleuchtung der Schweizer-Aristokraten, mit Hinblick auf Dr. Casimir Pfyffer's Zuruf an den eidgenössischen Vorort (1830)
- Entwurf einer Verfassung nach dem reinen und echten Repräsentativsystem, das keine Vorrechte und Exemptionen kennt, sondern auf der Demokratie beruht (Basel 1831)
- Dokumentirte pragmatische Erzählung der neuen kirchlichen Veränderungen, sowie der progressiven Usurpationen der römischen Curie in der katholischen Schweiz bis 1830 (Sursee 1833)
- Das verletzte Völkerrecht an der Eidgenossenschaft oder Betrachtungen über die ungerechten Notenforderungen, nebst einem genauen Abdruck des amtlichen Protokolls der über diesen Gegenstand geführten Tagsatzungsverhandlungen vom 22., 24. und 29. Juli. (Zürich 1834)
- Die Bedeutung des Kampfes der liberalen katholischen Schweiz mit der römischen Kurie, betrachtet aus einer Gesammt-Übersicht der Tendenzen des restaurirten Papstthums (Solothurn 1839)
- Handbuchs des schweizerischen Staatsrechts, 2 Bde. (1839–45)
  - Bd. 1: Bundesstaatsrecht in fünf Büchern (Zürich 1837)
  - Bd. 2: Kantonalstaatsrecht, Erste Abtheilung enthaltend die Verfassungen der dreizehn alten Kantone (Zürich 1844)
  - Bd. 2: Kantonalstaatsrecht, Zweite Abtheilung enthaltend die Verfassungen der Kantone St. Gallen, Graubünden, Aargau, Thurgau, Tessin, Waadt, Wallis, Neuenburg und Genf
- Geist der neuen Volksschule in der Schweiz nebst den Hoffnungen welche der Menschen- und Vaterlandsfreund daraus schöpft (St. Gallen 1840)
- Über die gegenwärtige Lage der Schweiz und ihre Gefahren (1844)
- Die Ereignisse im Kanton Wallis. Übersetzung der Schrift »La contre-révolution en Valais, au mois du mai 1844 par M. Maurice Barmann« mit Noten. Nebst einer geschichtlichen Einleitung und einer Schlußbetrachtung von Dr. Ludwig Snell (Zürich / Winterthur 1844)
- Die Jesuiten und der Ultramontanismus in der Schweiz von 1798–1845 (1846) (zuerst in der Allgemeinen Hallischen Litteraturzeitung erschienen)
- Geschichte der Einführung der Nuntiatur in der Schweiz und ihre dargelegte Politik in authentischen Aktenstücken (Baden 1847)
- Die leitenden Gesichtspunkte für eine schweizerische Bundesreform, mitgeteilt vom Zentralkomitee des schweizerischen Volksvereins (1848), mit Wilhelm Snell
- Pragmatische Darstellung der kirchlichen Ereignisse in der katholischen Schweiz von der helvetischen Revolution bis auf die Gegenwart. Ein Beitrag zur Kirchengeschichte des XIX. Jahrhunderts. Mit einer einleitenden Darstellung der kirchlichen Verhältnisse der katholischen Schweiz von den frühesten Zeiten bis zur Helvetik, 2 Bde. (Mannheim 1850), mit Chr. W. Glück und A. Henne
  - Bd. 1, Bis zur Helvetischen Revolution
  - Bd. 2, Erste Abtheilung, Von der Helvetischen Revolution, 1798, bis 1830
- Wilhelm Snell’s Leben und Wirken, von einigen Freunden des Verstorbenen gewidmet (1851)